# Alfonso Pedraza
Alfonso Pedraza Sag, né le 9 avril 1996 à San Sebastián de los Ballesteros, est un footballeur espagnol. Il  évolue alternativement aux postes d'ailier gauche et d'arrière gauche dans le club de Villarreal.

## Biographie
Alfonso Pedraza participe au championnat d'Europe des moins de 19 ans 2015 organisé en Grèce. L'Espagne remporte la compétition en battant la Russie.

## Palmarès

### En sélection
Espagne -19 ans
- Championnat d'Europe des moins de 19 ans
  - Vainqueur en 2015

 Espagne espoirs
- Championnat d'Europe espoirs 
  - Vainqueur en 2019

### En club
- Villarreal CF
  - Vainqueur de la Ligue Europa en 2021
  - Finaliste de la Supercoupe de l'UEFA en 2021